# フェリックス・ヴァロットン
フェリックス・ヴァロットン（Félix Edouard Vallotton, 1865年12月28日 - 1925年12月29日）は、スイスの画家、グラフィック・アーティスト、現代木版画発展期の重要な人物。

## 経歴
ヴァロットンはローザンヌの保守的な中流の家庭に生まれた。ローザンヌ・カントナル大学に進み、1882年、古典研究の単位を取得。同年、アカデミー・ジュリアンのジュール・ジョゼフ・ルフェーブルとギュスターヴ・ブーランジェの下で学ぶため、パリに移った。ルーヴル美術館に入り浸って、ホルバイン、デューラー、アングルに魅せられた。これらの画家たちは、ヴァロットンの一生涯の手本ともなった。ヴァロットンの初期の絵は、たとえばアングル風の『Portrait de Mr Ursenbach（ウルゼンバッハ氏の肖像）』（1885年）がそうだが、アカデミックな伝統にしっかりと根付いている。1886年には『Autoportrait（自画像）』がサロンから名誉賞を与えられた。
続く10年間、ヴァロットンは絵を描き、美術批評を書き、多数の木版画を作った。彼の最初の木版画は1891年のポール・ヴェルレーヌの肖像。1890年代に作った多くの木版画は新聞や本に載って、ヨーロッパのみならずアメリカまで、広く普及し、版画を革新したとまで言われている。ヴァロットンは芸術表現としての木版画をリヴァイヴァルさせ、そのリーダーとしての評価を得た。それまでの西洋の版画印刷（木口木版）は、素描画、彩画、後には写真の絵柄の再生産に、何の独創性もないまま、長く利用されてきたのだった。
ヴァロットンの飾り気のない木版画のスタイルは、むらのない黒の大きなかたまりと階調のない白の面画が特徴的である。輪郭とフラットなパターンを重要視する一方で、グラデーションや、ハッチング（陰影線）による伝統的な立体感表現をほとんど使わなかった。ポスト印象派、象徴主義、そして日本の版画の影響があったことは明らかである。浮世絵の大々的な展覧会がエコール・デ・ボザールで開かれたのは1890年のことで、ジャポニスムのファンである当時の多くの芸術家と同様に、ヴァロットンも浮世絵をコレクションしていた。彼は街の群衆や街頭デモの風景（警察がアナキストに突入する場面もある）、入浴する女性、頭肖像、その他、彼が嘲笑的なユーモアで扱った主題などを描写した。ヴァロットンのグラフィック・アートは、1898年にルヴュ・ブランシュから出版された、10枚からなる『Intimités（親交）』シリーズで頂点に達した。それらには男と女が緊張感を持って描かれている。ヴァロットンの版画はムンク、ビアズリー、キルヒナーのグラフィック・アートの少なからぬ影響があるとも言われている。彼の最後の木版画は1915年の『C'est la guerre（これが戦争だ）』シリーズだった。
ヴァロットンは1892年の時点で既にナビ派に参加していた。若い美術家たちのグループで、メンバーのピエール・ボナール、ケル・グザヴィエ・ルーセル、モーリス・ドニ、エドゥアール・ヴュイヤールらは、彼の生涯の友となった。1890年代、ヴァロットンがアヴァンギャルドと密接な関係を持っていた時、彼の彩画はフラットな色面、ハード・エッジ、ディテールの簡素化など、木版画のスタイルを反映していた。風俗画、肖像画、裸体像などを主題にした。ヴァロットンのナビ・スタイルの例としては、意図的に下手に描いた『夏の夕べの水浴』（1892年 - 1893年。チューリヒ美術館所蔵）や象徴主義的な『月の光』（1895年。オルセー美術館所蔵）がある。
1899年頃は、木版画の仕事は減っていた。彩画と、当時の主流に関係なく、まじめな、時には辛辣な写実主義の開発に専念していたからである。彼の『ガートルード・スタインの肖像』（1907年）は、前年にピカソが描いた肖像画への返答として描かれたことは明らかである。ところで、ガートルード・スタインは後に『アリス・B・トクラスの自伝』（1933年）（アリス・B・トクラスはスタインの終生の恋人）という本を書いたが、そこで用いた非常に整然とした方法は、ヴァロットンの、あたかもカンヴァスにカーテンを降ろすように上から下に向かって描く方法と同じものだった。
ポスト＝ナビ期のヴァロットンの絵はファンを獲得、その誠実さ、その技術的クオリティは尊敬を受けたものの、スタイルの地味さはたびたび批判の対象となった。その典型的なものが
ノイエ・チュルヒャー・ツァイトゥング（新チューリッヒ新聞）の1910年3月23日号の批評記事で、筆者はヴァロットンのことを「警官か、もしくは形と色を捕まえようとする人間のように描く。すべてが耐えられない乾燥にきしんでいる……色にはまったくといっていいくらい喜びが欠けている」と書いている。その頑とした雰囲気は、1920年代にドイツで全盛を極めることになる新即物主義を予見しているし、また、エドワード・ホッパーの絵に類似したものも持っていた。
美術批評の出版も時々だが続けていたが、それ以外の著作にも手を広げた。たとえば8つの戯曲を書き、そのいくつかは1904年と1907年に上演されたが、批評的には不評だった。他に3冊の小説も書いた。その1冊、半自伝的な『La Vie meurtrière（殺意の人生）』は、1907年から書き出したが、出版されたのは死後だった  。
晩年、ヴァロットンは静物画や「合成風景画」に力を入れた。後者は、写生するのではなく、アトリエで記憶と想像から創作する風景画のことである。1925年、パリで、ガンの手術後に死亡。その日は60歳の誕生日の翌日だった。
兄のポールは美術商で、1922年、ローザンヌで、ポール・ヴァロットン画廊を設立した。その画廊は子孫によって長く商売を続けた。

## 作品

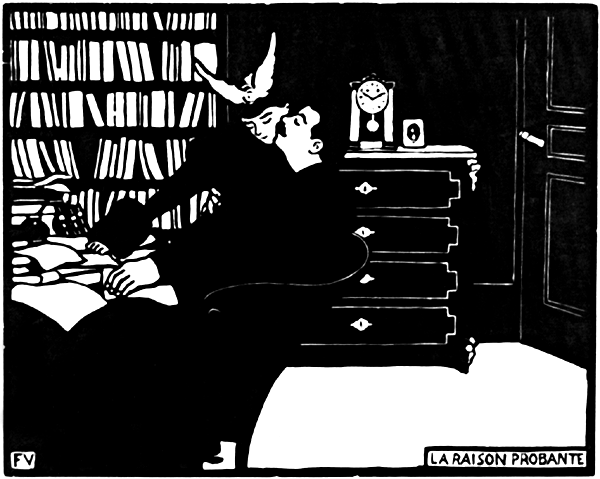
『決定的理由 La Raison Probante 』（1897年）木版画
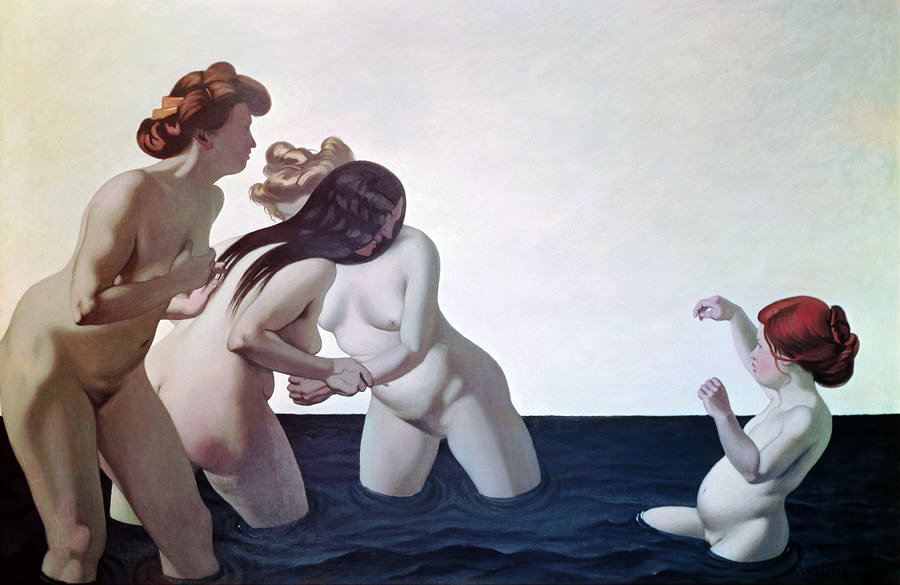
『水の中で遊ぶ3人の女と少女 3 women and a little girl』（1907年）油彩、カンヴァス
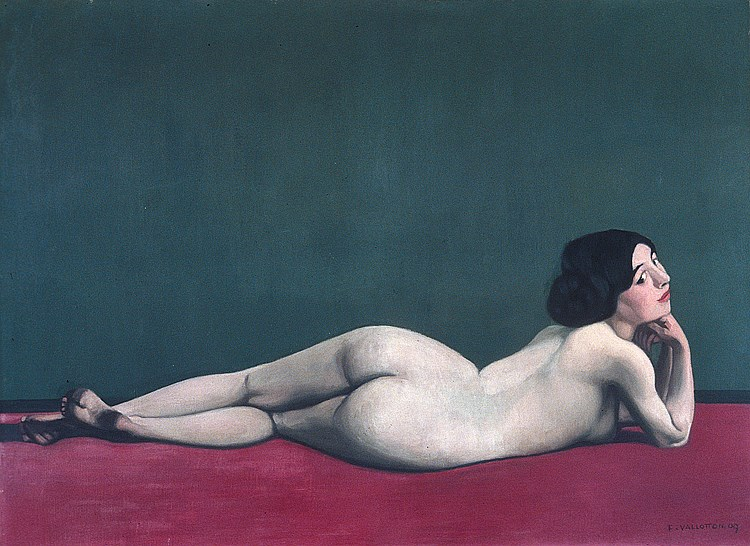
『赤い絨毯に横たわる裸婦 Nu couché au tapis rouge』（1907年）油彩、カンヴァス
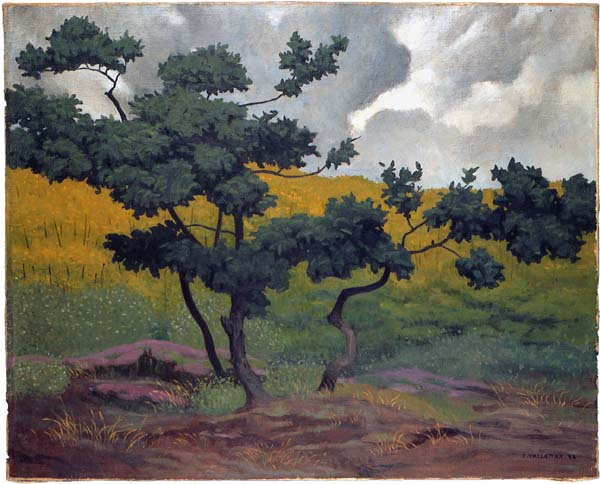
『下生えから創作された景色 Paysage composé sous-bois』（1918年）油彩、カンヴァス